# Jordi Garcés Ferrer

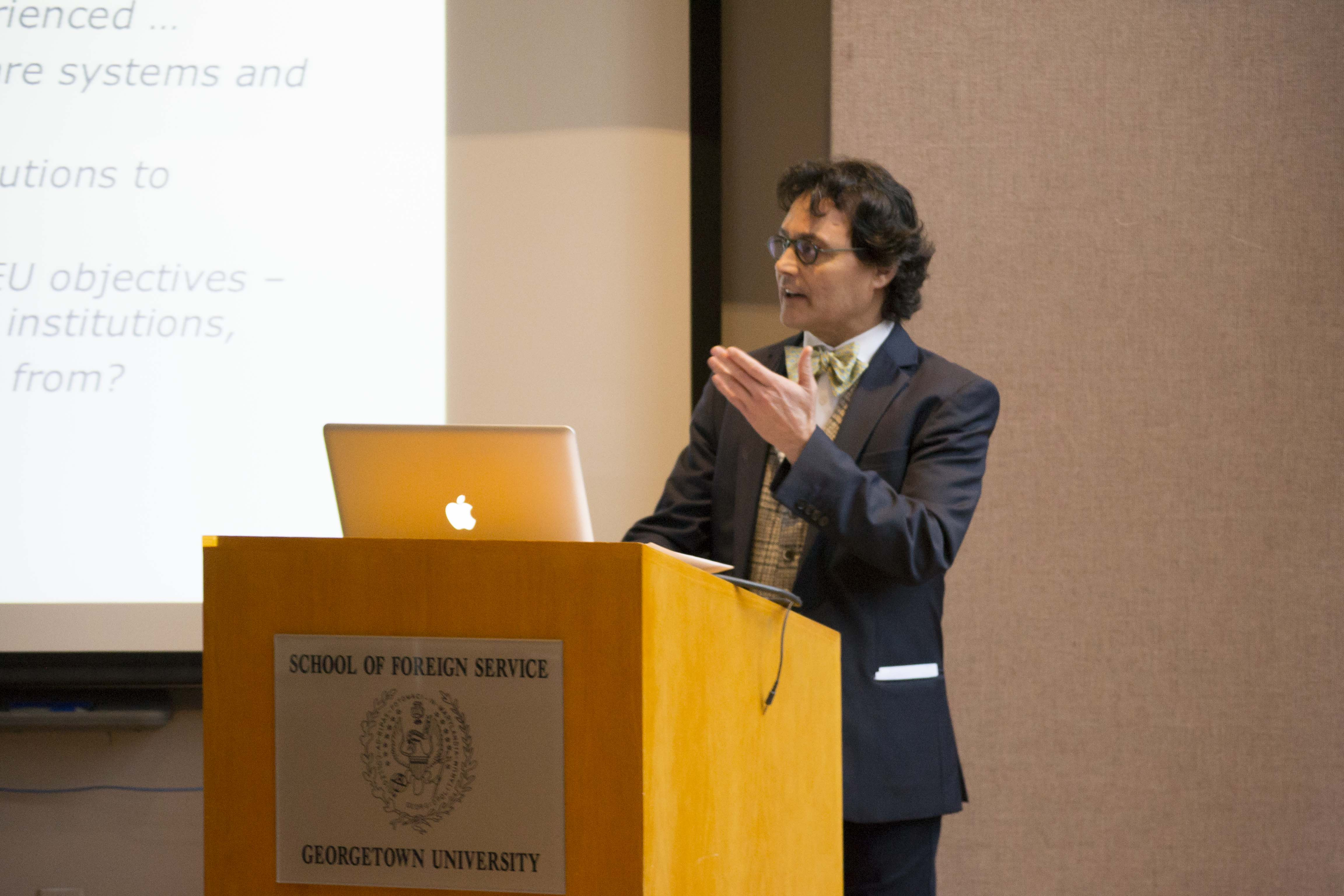

Jordi Garcés Ferrer es un catedrático en la Universidad de Valencia y Director del Instituto de Investigación en Políticas de Bienestar Social de la Universidad de Valencia (Polibienestar). Asimismo, también ha ostentado la Cátedra Príncipe de Asturias en la Georgetown University de Washington D. C. (EE. UU.) y la Consejería de Educación en las Delegaciones Permanentes de España ante la Organización de Cooperación y Desarrollo Económicos (OCDE), ante la UNESCO y el CONSEJO DE EUROPA, con sedes en París y Estrasburgo (República Francesa).

## Biografía
Jordi Garcés Ferrer es catedrático en la Universidad de Valencia y sustituto en la cátedra Príncipe de Asturias en la Georgetown University de Washington D. C. (EE. UU.). Director del Instituto de Investigación en Políticas de Bienestar Social de la Universidad de Valencia (Polibienestar), Profesor en la Universidad de Innsbruck (Austria) y en la Universidad Erasmo de Róterdam  (Holanda) e investigador visitante en la Universidad de Washington, en la Universidad de Oxford y en la Universidad de Cambridge. Durante el periodo de septiembre de 2020 a febrero de 2022 el gobierno de España le nombró Consejero de Educación en las Delegaciones Permanentes de España ante la Organización de Cooperación y Desarrollo Económicos (OCDE), ante la UNESCO y el CONSEJO DE EUROPA, con sedes en París y Estrasburgo (República Francesa).
En 2010 recibió el título de doctor honoris causa por la Universidad de San Pedro  de la República de Perú y en 2013 doctor honoris causa por la Universidad Autónoma de Encarnación (Paraguay). En 2011 su pueblo natal (Puzol) le concedió el título de Hijo Predilecto. En 2015 recibió la placa de la Universidad de Burgos por los servicios prestados a dicha Universidad y, en 2017 la Universidad Jaume I de Castellón le nombró doctor honoris causa.  Durante el curso académico 2019-2020, obtuvo el Premio de Cooperación Universidad-Sociedad del Consejo Social de la Universidad Politécnica de Valencia en la categoría “Cooperación I+D+i”, modalidad “Mejora del conocimiento”, reconociendo así su labor y colaboración en el desarrollo de las relaciones entre esta Universidad y la Sociedad. En ese mismo periodo académico también fue galardonado con el Premio del Consejo Social de la Universitat de València al investigador con mayor impacto social de la Universidad. Recientemente, en septiembre de 2022, ha sido investido doctor honoris causa por la Universitat Politècnica de València.

## Premios
- Primer Premio en 2003 de la Fundación Norteamericana 3 M en el Área de Salud.
- Primer Premio en 2012 de la Universidad Nebrija y la Fundación ACS sobre Turismo Accesible (VI Edición).
- Premio de Cooperación Universidad-Sociedad del Consejo Social de la Universidad Politécnica de Valencia en la categoría "Cooperación I+D+i", modalidad "Mejora del conocimiento", reconociendo así su labor y colaboración en el desarrollo de las relaciones entre esta Universidad y la Sociedad(2020).
- Premio Investigación y Desarrollo con Impacto Social al proyecto europeo InAdvance, otorgado por el Consell Social de la Universitat de València (2020).